# Banjo
Pour les articles homonymes, voir Banjo (homonymie).
 (décembre 2016).
Si vous disposez d'ouvrages ou d'articles de référence ou si vous connaissez des sites web de qualité traitant du thème abordé ici, merci de compléter l'article en donnant les références utiles à sa vérifiabilité et en les liant à la section « Notes et références ».
Le banjo est un instrument de musique à cordes pincées nord-américain. Avec sa table d'harmonie à membrane, on le distingue facilement de la guitare. Cet instrument serait un dérivé du luth ouest-africain ekonting apporté par les esclaves noirs (ou plus vraisemblablement recréé par certains d'entre eux) et qui aurait suscité la création des premiers gourd-banjos (« banjo en gourde »),,,,. Le banjo représente désormais toute une famille d'instruments.
L'origine de l'instrument moderne remonte d'abord aux années 1830-1840 durant lesquelles ont commencé l'industrialisation et la commercialisation d'un instrument plus ancien (XVIIe siècle) utilisé par les esclaves africains déportés aux États-Unis. La source iconographique la plus ancienne se trouve dans un récit de voyage écrit par Sir Hans Sloane en 1688 et publié à Londres en 1707. Les musiciens noirs exploitèrent l'aspect rythmique de l'instrument avec un tel succès que les blancs du Sud des États-Unis s'y intéressèrent. À partir de la dernière décennie du XIXe siècle, le banjo se distingua dans le style de pré-jazz appelé « Dixieland », vogue qui continua jusque dans les années 1930. Ce banjo connut à nouveau le succès après la Seconde Guerre mondiale grâce aux Américains Pete Seeger (style traditionnel du Sud) et Earl Scruggs (bluegrass). De nombreux guitaristes américains au jeu rapide, comme Arthur "guitar boogie" Smith, ont abordé la musique par le banjo.

## Les banjos à 5 cordes

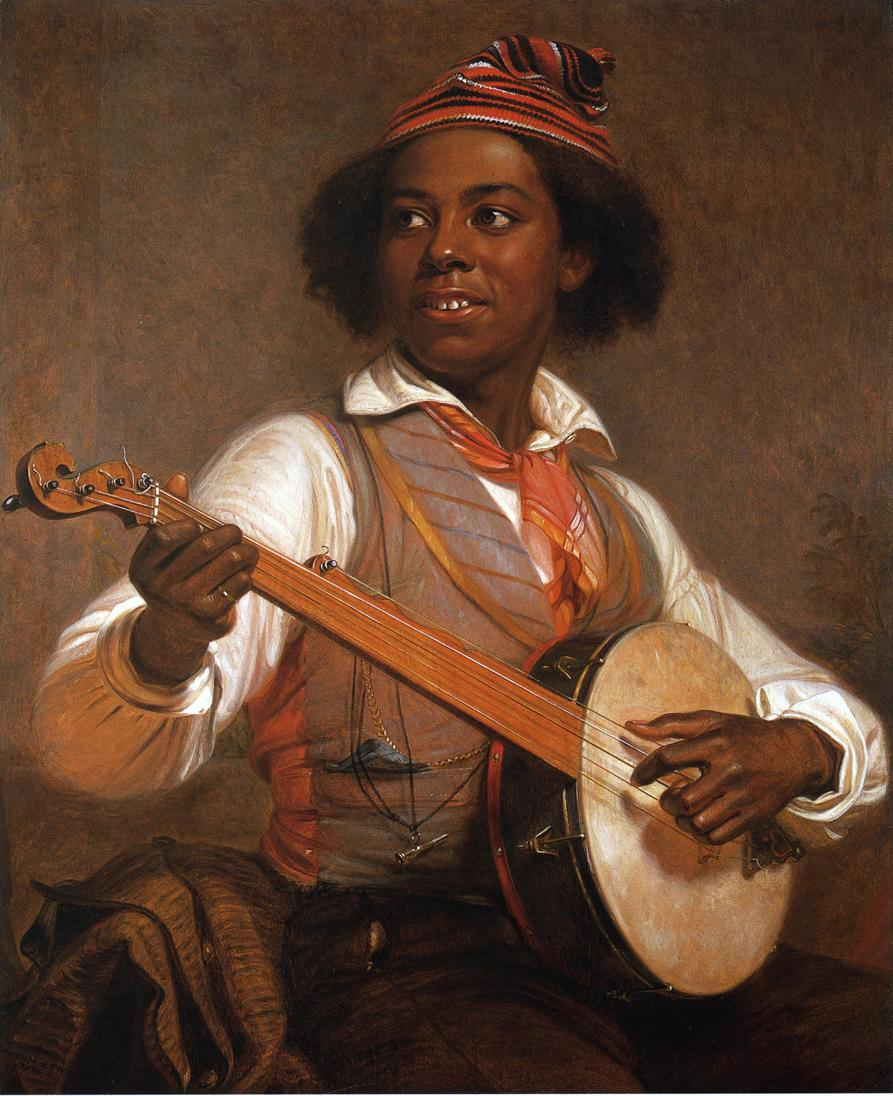
William Sidney Mount.- The Banjo Player, 1856.

### Lutherie
Sa caisse de résonance qui consiste en un cadre circulaire en bois ou en métal sur lequel est tendue une membrane, produit un timbre très particulier. La matière de cette membrane a évolué avec le temps : parchemin, cuir, peau et de nos jours, matière synthétique. Différentes peaux étaient utilisées à l'origine comme la vache, le cochon, la belette mais surtout le castor très répandu sur le continent nord-américain. Muni d'un long manche, à l'origine sans frettes, le banjo présente quatre ou cinq cordes en métal.
L'accordage le plus courant de ce banjo est le suivant (du grave vers l'aigu) : sol3, ré2, sol2, si2, ré3 (le ré2 est parfois remplacé par do2). La corde du haut n'est donc pas la plus grave, contrairement à l'immense majorité des luths ; on qualifie cet accordage de « réentrant ». Les seuls autres exemples d'instruments dont les cordes ne sont pas régulièrement disposées du grave vers l'aigu sont ceux du cistre de la Renaissance, du théorbe, du charango, du cuatro, du ukulélé, de la viola beiroa, du sitar et parfois du oud. L'autre particularité de cet accordage est d'être en accord ouvert (ou open tuning) donnant un accord parfait de sol majeur.
Une version de l'histoire de l'instrument indique que c'est Joel Sweeney (en) (1810-1860), qui ajouta, dans les années 1830, la cinquième corde à l'instrument. Connu pour être le premier à avoir joué du banjo sur scène, il aurait également été celui qui remplaça la caisse de résonance originellement en gourde par un tambour résonateur. Ces affirmations demeurent cependant très controversées : l'iconographie du XVIIIe siècle semble contredire la légende.

### Techniques de jeu

#### Clawhammer
La technique plus ancienne, sur banjo open back dos ouvert pour un jeu dont la ressemblance est d'ailleurs frappante avec celle du ekonting, est parfois nommée clawhammer ou frailing se joue sans plectre. Au lieu d'être pincées, les cordes sont percutées vers le bas en utilisant le dos de l'ongle du majeur ou de l'index, alors que les doigts sont serrés les uns sur les autres et la main presque en position de poing fermé. Le pouce quant à lui est utilisé pour faire vibrer la 5e corde (drone string en anglais) sur le « et » du « un deux et trois quatre et un » - le contretemps. Ce qui peut être difficile à maîtriser pour un guitariste généralement habitué à utiliser le pouce sur les temps pour marquer la basse, ce qui n'est pas le cas pour cette technique de banjo. Le pouce peut aussi être utilisé pour faire sonner les autres cordes, presque toujours sur le « et ». Le son qui résulte de cette technique est typique du old time et des chansons pour lesquelles le banjo est utilisé comme instrument principal, voire le seul instrument. Clarence Ashley est un des joueurs légendaires de clawhammer, et la chanson The Cuckoo est une chanson connue de ce genre. C'est aussi la technique qu'on entend sur beaucoup de musique des Appalaches.
Certains font la distinction entre clawhammer et frailing, réservant l'appellation clawhammer seulement au jeu qui utilise le pouce non seulement pour la 5e corde, mais aussi pour garnir la mélodie sur les autres cordes. Il y a quelques versions de Over the Waterfall par exemple qui illustrent bien cette technique.
Pete Seeger, un ambassadeur du banjo, a pour sa part développé sa propre technique qui se veut un hybride entre les techniques décrites ci-dessus et les techniques classiques de guitare.

#### Scrugg' style
C'est une technique plus récente, utilisée pour le bluegrass sur un banjo a résonateur. Elle tire son nom de Earl Scruggs, joueur légendaire qui l'a popularisée.
Des plectres sont emboîtés sur les doigts, et les cordes sont pincées vers le haut, contrairement au clawhammer. Le jeu donne l'impression d'être plus rapide, et souvent les banjoistes qui utilisent cette technique sont appelés à interpréter les solos dans les groupes de musique bluegrass. Le musicien jazz Béla Fleck utilise aussi cette technique. Dueling Banjos, la pièce iconique du film Délivrance (peut-être la pièce de banjo la plus connue des néophytes) est jouée avec cette technique.

## Le banjo ténor à 4 cordes

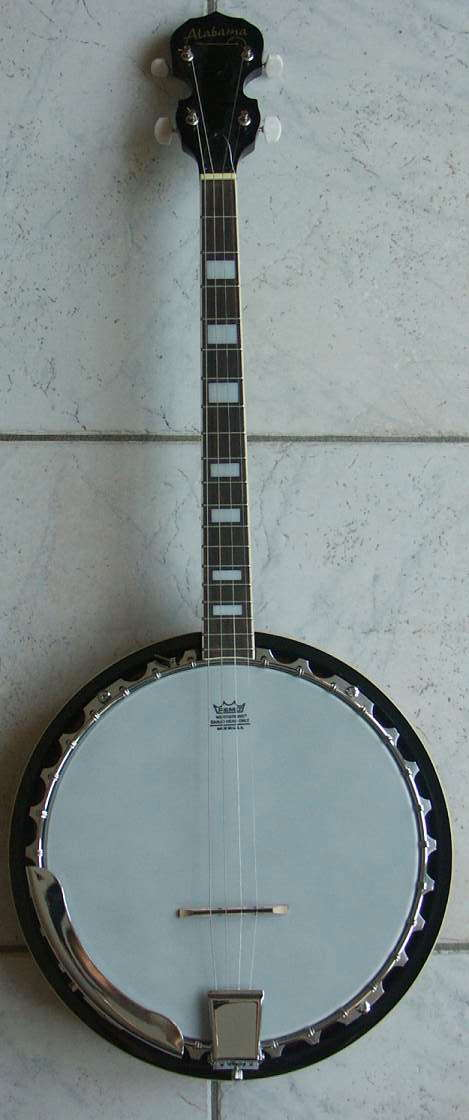
Banjo ténor.

Le banjo ténor dérive du plectrum banjo accordé en do2, sol2, si2, ré3 lui-même dérivé — comme l'accord l'atteste — de son frère à 5 cordes.

### Lutherie
Le banjo ténor ne compte que 4 cordes, accordées do2, sol2, ré3, la3 comme le (violon) alto. On trouve également, chez les « banjoïstes » irlandais ou écossais l'accordage sol, ré, la, mi, une octave plus grave que le violon. On peut également avoir un accordage façon  « Chicago » ré, sol, si, mi, comme une guitare sans les cordes de mi et la. Le banjo ténor comporte 19 frettes, et non 22 comme le banjo 5 cordes. Le banjo alto comporte 17 frettes.

### Jeu

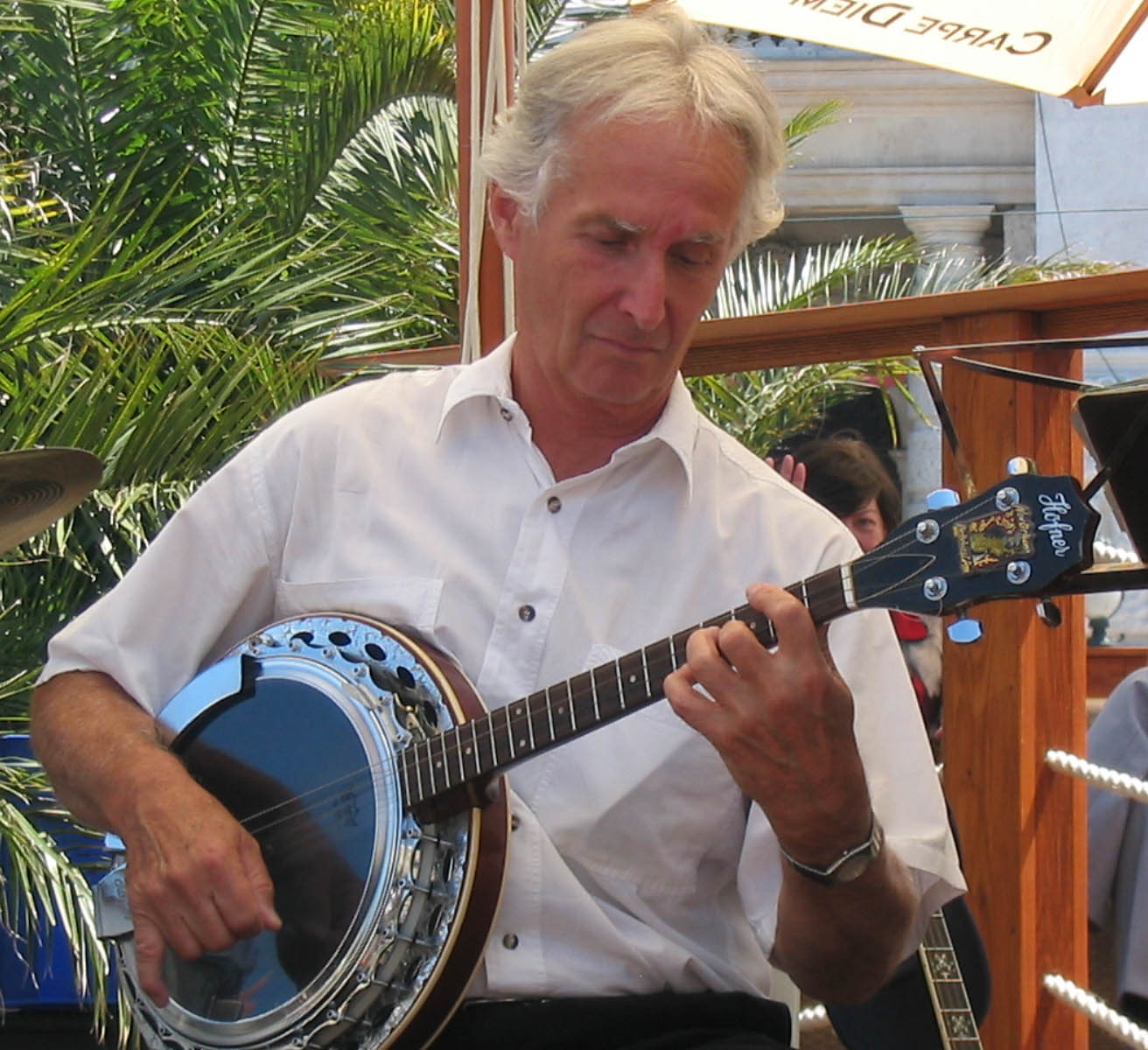
Banjo à 4 cordes

On joue de ce banjo avec un plectre, comme la mandoline.
Cet instrument a été — et est toujours — utilisé d'une part comme accompagnateur dans le style de jazz appelé « New Orleans », et d'autre part, plus récemment, comme soliste dans la musique irlandaise.
En Algérie, le véritable banjo ténor à 4 cordes était jadis très utilisé dans la musique algéroise appelée chaâbi mais de nos jours les orchestres du chaâbi comptent deux banjos à 6 cordes avec deux accordages différents. Le banjo avec des sonorités aiguës est appelé « banjo ténor » (fa - do - sol - ré - la - ré) et celui avec des sonorités graves est un banjo-guitare (ré - la - mi - si - fa  - ré) de l'aigu vers le grave. Les musiciens chaâbi se servent toujours d'un médiator pour jouer au banjo. Au Maroc, il est l'instrument le plus utilisé dans la musique chleuh contemporaine, notamment par des groupes aussi populaires que Oudaden ou Izenzaren ou encore Imghrane, Ait Laman, Ait Elati, Bizenkad et bien d'autres…

## Instruments hybrides

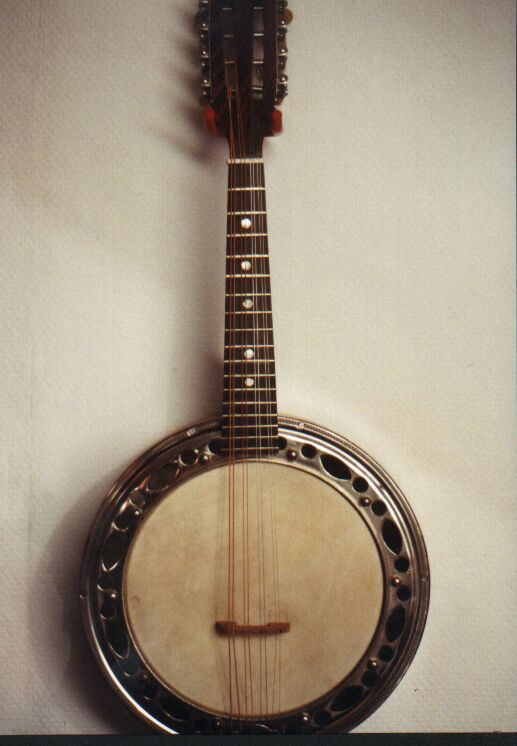
Un Banjo mandoline, âge et origine inconnus.

Dans les premières décennies du XXe siècle, le son particulier du banjo a suscité l'adaptation de la caisse de résonance du banjo au manche d'autres instruments, comme la guitare, la mandoline ou l'ukulélé, permettant ainsi aux guitaristes, mandolinistes et joueurs d'ukulélé de profiter de la vogue du banjo sans devoir apprendre la technique propre à la main gauche du banjo. Ainsi sont nés le banjo à 6 cordes, appelé banjo-guitare, le banjoline et le banjolele.

## Genres de musique incorporant le banjo
- Biguine
- Bluegrass
- Calypso (musique)
- Country
- Country blues
- Dixieland
- Kansas City jazz
- Mento
- Old-time music
- Jazz symphonique (certains groupes des années 20)
- Swing (rarement)

## Banjoïstes
- Dahmane El Harrachi
- Igout Abdelhadi
- Ptit Moh